# Polar Music

Polar-Music-Logo

Polar Music International AB war ein schwedischer Schallplatten- und Musikverlag, der Anfang 1963 von den schwedischen Geschäftsleuten Stig Anderson und Bengt Bernhag gegründet wurde. Die Gesellschaft war ein Tochterunternehmen des ebenfalls von Stig Anderson 1960 gegründeten Musikverlages Sweden Music.
Polar Music hatte viele schwedische und internationale Musiker, Sänger und Gruppen unter Vertrag. Die bekanntesten und erfolgreichsten „Angestellten“ von Polar waren jedoch die schwedische Pop-Gruppe ABBA mit den Mitgliedern Agnetha Fältskog, Björn Ulvaeus, Benny Andersson und Anni-Frid Lyngstad, die gleichzeitig Teilhaber an dem Konzern und den Polar Music Studios waren.
Nach vertraglichen und finanziellen Auseinandersetzungen und Streitereien mit den einzelnen ABBA-Mitgliedern verkaufte Stig Anderson Polar Music inklusive fast sämtlicher Lizenz- und Verwertungsrechte an der eingetragenen Marke ABBA im Jahr 1990 an den Medienkonzern Polygram, der seinerseits Ende der 1990er Jahre von Universal Music übernommen wurde.

## Weitere Künstler, die bei Polar Music unter Vertrag waren
- Hootenanny Singers
- Lena Andersson
- Gemini
- Alive Feat
- Jessie Martins
- Chana
- Crosstalk
- Dilba
- Emilia
- Frida
- Agnetha
- Linda
- Ted Gärdestad
- Hellacopters
- The Infinite Mass
- Fredrik Kempe
- Lambretta
- Tomas Ledin
- Maarja
- Paulo Mendonca
- Mr. Vegas Fea Intense
- Emma Nilsdotter
- Mats Paulson
- Pineforest Crunch
- Sam (Musician)
- Skintrade
- Starr Chukki/infinit
- Svenne Hedlund & Charlotte Walker (Svenne & Lotta)
- Joey Tempest
- Top Notch
- Topaz Sound
- Anders Widmark.